# Wang Yuegu
Wang Yuegu (n. 10 iunie 1980, Anshan⁠(d), Republica Populară Chineză) este o jucătoare de tenis de masă ce a reprezentat Singapore, medaliată olimpică. A participat la 2 ediții ale Jocurilor Olimpice (2008, 2012) în care a câștigat o medalie de argint și o medalie de bronz.